# Parastenopsylla proboscidaria
Parastenopsylla proboscidaria är en insektsart som först beskrevs av Yu 1956.  Parastenopsylla proboscidaria ingår i släktet Parastenopsylla och familjen spetsbladloppor. Inga underarter finns listade i Catalogue of Life.